# Rifugio Oratorio di Cunéy
Das Rifugio Oratorio di Cunéy oder Refuge-oratoire de Cunéy (frz.) (auch kurz Rifugio Cuney oder frz. Refuge du Cunéy) ist eine Schutzhütte im Aostatal in den Walliser Alpen. Sie liegt in einer Höhe von 2652 m s.l.m. im Saint-Barthélemy-Seitental in der Nähe der Cunéy-Alm innerhalb der Gemeinde Nus. Die Hütte wird von Ende Juni bis Mitte September bewirtschaftet und bietet in dieser Zeit 27 Bergsteigern Schlafplätze.
Die Schutzhütte liegt am Höhenwegs Nr. 1 des Aostatals.

## Aufstieg
Die Schutzhütte kann man ab dem Parkplatz in der Ortschaft Lignan binnen 3¼ Stunden erreichen. Alternativ parkt man in der Ortschaft Porliod, von wo die Aufstiegszeit 3 Stunden beträgt.

## Geschichte
Im Jahr 1982 wurden erste provisorische Schutzmöglichkeiten für Pilger auf dem Weg zum Cunéy-Kapelle, einer Marienkapelle aus dem 17. Jahrhundert, errichtet. Die Schutzhütte in ihrem heutigen Erscheinungsbild wurde im Jahr 1994 eingeweiht.

## Tourenmöglichkeiten

### Übergänge
- Übergang zum Rifugio Barmasse (2169 m) über die Pässe Fenêtre de Tzan (2736 m) und Fenêtre d'Ersa (2290 m)
- Übergang zum Rifugio Prarayer (2005 m)

### Gipfeltouren
Folgende Gipfel können von der Hütte erreicht werden:
- Becca du Merlo (oder Pic de Chamin) – (3234 m)
- Mont Pisonet – (3205 m)
- Pointe des Montagnayes – (3050 m)
- Becca de Fontaney – (2971 m)